# René Borderes
René  Borderes (Curuzú Cuatiá, provincia de Corrientes, 15 de enero de 1918 - ib., 20 de septiembre de 2008) fue un bioquímico y escritor argentino.
Se graduó de farmacéutico y bioquímico en la Universidad Nacional de Córdoba. Siendo vicepresidente del Centro de Estudiantes editó la primera revista Bioquímicas Científica.
El 10 de diciembre de 1943 con un grupo de amigos fundó la Asociación Cultural y Artística Curuzucuatiense (ACYAC) y la Casa de Cultura (que lleva su nombre desde varios años antes de su fallecimiento). Dictó clases de teatro y dirigió el cuadro de Arte Escénico y el Teatro Arlequín de ACYAC. 
Fue intendente municipal de Curuzú Cuatia desde 1967 hasta 1973, electo nuevamente en el año 1983. Designado Ministro de Educación y Cultura de la provincia de Corrientes en 1986-1987. Se jubiló como profesor del Colegio Nacional Gral. Manuel Belgrano y de la Escuela de Comercio, ejerciendo la docencia en el ciclo terciario de la Escuela Industrial de la Nación.
Publicó gran cantidad de artículos en los periódicos locales Cultura y Pregón con el seudónimo de Rembord. El cuento Hay amor en el mundo fue publicado por  The Rotarian de EE. UU.
 
Fundador y primer presidente de la Fundación del Banco de la provincia de Corrientes. Fundador y presidente de la Fundación ACYAC. Miembro de la editorial Rotaria Argentina. Gobernador de distrito de Rotary International 1967-1968.

Publicó en el año 1996 su primer libro Reportaje a los recuerdos una historia de la cultura curuzucuatiense y en el 2000 su segundo libro sobre la historia de Curuzú Cuatia desde su fundación hasta el año 1920, novelada desde la vida de una familia del lugar, Imágenes de nuestro pasado, y su última obra, La luz, esa luz, es un libro de cuento.
En el año 1996 fue reconocido por la Cámara de Diputados de la Nación como uno de los “Mayores Notables Argentinos”.
ACYAC lo honró imponiendo su nombre a su casa de la cultura.
En Corrientes recibió el premio Taragüí y en 2008 fue nombrado miembro honorario de la Junta de Historia Provincial y el Gobierno Provincial lo distinguió con el premio Arandú.
Visitó casi todos los países de América y dos veces los Estados Unidos. Sus viajes frecuentes lo llevaron cuatro veces a Europa incluyendo Egipto, Grecia y también África.
Falleció en su amada ciudad natal Curuzú Cuatiá, el 20 de septiembre de 2008 a la edad de 90 años.
Su esposa y compañera de toda la vida fue Ana Beatriz Santamaría (Chonga), con quien tuvo tres hijos: René (oftalmólogo), Ana (bioquímica) y Germán (veterinario), quienes, a su vez le dieron 9 nietos: Carlos René Oscar Herrmann, Gastón Borderes, Ignacio Borderes, Ana María Beatriz Herrmann, Sofía Borderes, Ana Borderes, Andrés Borderes, Felipe Borderes y Denise Borderes.